# Serie Nokia Asha
La serie Nokia Asha era una gama de teléfonos celulares y contaba con teléfonos de gama baja producidos y comercializados por Nokia. La palabra "Asha" es tomada de una palabra sánscrita que significa "esperanza".

## Lista de dispositivos
A continuación se presentan los teléfonos móviles en la gama Asha. Ninguno de los modelos Asha tiene funcionalidad GPS. Todos los teléfonos Asha incluyen una radio FM.
Los modelos Asha 305 y Asha 311 se conocen como la primera generación de teléfonos completos Asha Touch ; la segunda generación es la línea Asha 50x.
Todos los dispositivos hasta la serie Asha 50x corren el sistema operativo Series 40, también conocida como S40. El Asha 501 (lanzado en mayo de 2013), Asha 500, Asha 502, Asha 503 y Asha 230 (anunciado el 14 de febrero de 2014) son impulsados por la plataforma Nokia Asha, que se basa en S40.

## Nokia Xpress Browser
Nokia Xpress Browser utiliza servidores proxy intermedios Nokia para optimizar páginas web basadas en la capacidad y el tamaño de pantalla del dispositivo. Los servidores proxy también usan los datos para reducir los costos de transmisión de datos para el usuario móvil. 
Al igual que el Opera Mini, el navegador Nokia Xpress descifra y usa el tráfico HTTPS a través de los propios servidores de Nokia. Tiene por objeto proporcionar una navegación más rápida para los usuarios de teléfonos con capacidad de procesamiento menor y las facturas por lo tanto más bajas para el uso de datos móviles. Sin embargo, como señala el investigador, esto plantea problemas de privacidad graves, porque Nokia está esencialmente "realizando el ataque para el tráfico HTTPS" y descifrar temporalmente los datos que el usuario utilice que podrían ser información sensible, contraseñas, etc. La compañía admitió los detalles técnicos, pero declaró: "Las afirmaciones de que íbamos a tener acceso a la información sin cifrar completamente están inexactas". GigaOm criticó a Nokia, que, a diferencia de la Opera Mini, no ha logrado dejar en claro que el tráfico HTTPS será descifrado durante el tráfico de datos. Recomendó que Nokia use los datos desde el navegador de Amazon, lo que deja el tráfico HTTPS inalterado. 

## Asha el proyecto Linux
Según The Verge , Nokia tenía un proyecto denominado Asha en Linux y también como " MView " -una referencia a Mountain View. El proyecto utiliza un diseño de Android en un teléfono de gama baja para maximizar los márgenes. El proyecto dio lugar a la familia de dispositivos Nokia X , ha presentado en el MWC 2014. Fue uno de los dos proyectos de Android conocidas en la empresa , el otro estaba ejecutando el sistema operativo en el hardware de los Nokia Lumia de gama alta.